# イン・ザ・ゾーン
『イン・ザ・ゾーン』（In The Zone）は、2003年にリリースしたブリトニー・スピアーズの4枚目のオリジナルアルバム。

## 解説
前作に伴うツアーが終了した後、6か月の休暇をとったブリトニーは2002年11月から本作の制作を開始。モービーやR・ケリーなど多様なプロデューサーを起用し、音楽性としてはポップ、ブラック・コンテンポラリー、ヒップホップ、エレクトロ・ポップなどを取り入れたアーバンなサウンドが特徴。また歌詞のテーマとしては性的な内容も目立つ。マドンナやイン・ヤン・ツインズなどがゲストとして参加。
批評家からは本作がブリトニーのティーン・ポップスターからアーティストへの変化を象徴するアルバムと批評されている。ビルボードは本作をブリトニーの音楽的な新発展とみなしており、従来のポップ・サウンドから抜け出し、よりダークでダンサブルになったとしている。オールミュージックのステファン・アールワインは「前作が少女でも大人でもない過渡的なアルバムだとしたら、本作は成長した大人の女性としてのブリトニーだ」とアルバムを評している。
本作はアメリカで初週60万枚以上を売り上げ初登場1位を記録、デビューから4作連続の首位を獲得している。
日本でも第18回ゴールドディスク大賞でロック&ポップ・アルバム・オブ・ザ・イヤーの洋楽部門を受賞した。

## 収録曲
1. ミー・アゲインスト・ザ・ミュージック feat.マドンナ- Me Against the Music featuring Madonna
2. （アイ・ゴット・ザット）ブーン・ブーン - (I Got That) Boom Boom
3. ショーダウン - Showdown
4. ブリーズ・オン・ミー - Breathe on Me
5. アーリー・モーニング - Early Mornin'
6. トキシック - Toxic
7. アウトレイジャス - Outrageous
8. タッチ・オブ・マイ・ハンド - Touch of My Hand
9. ザ・フック・アップ - The Hook Up
10. シャドウ - Shadow
11. ブレイヴ・ニュー・ガール - Brave New Girl
12. エヴリタイム - Everytime
13. ミー・アゲインスト・ザ・ミュージック - Me Against the Music (Rishi Rich’s Desi Kulcha Remix)

日本盤ボーナストラック
1. ジ・アンサー - The Answer
2. ドント・ハング・アップ - Don't Hang Up